# П'янсано
П'янсано (італ. Piansano) — муніципалітет в Італії, у регіоні Лаціо,  провінція Вітербо.
П'янсано розташовані на відстані близько 90 км на північний захід від Рима, 26 км на північний захід від Вітербо.
Населення — 2106 осіб (2014).
Щорічний фестиваль відбувається 20 травня. Покровитель — San Bernardino.

## Демографія
Населення за роками:

Станом на 1 січня 2023 року в муніципалітеті офіційно проживало 155 іноземців з 22 країн, серед них 36 громадян країн Євросоюзу та 3 громадяни України.

## Сусідні муніципалітети
- Арлена-ді-Кастро
- Каподімонте
- Челлере
- Тусканія
- Тессеннано
- Валентано